# Igreja Presbiteriana Evangélica de Siquim
A Igreja Presbiteriana Evangélica de Siquim - IPES - ( em inglês Evangelical Presbyterian Church of Sikkim -  EPCS) é uma denominação presbiteriana, estabelecida em Siquim, em 1993, por igrejas que se separaram da Igreja do Norte da Índia. A partir de 2014, é a maior denominação cristã em Siquim.

## História
As igrejas presbiterianas são oriundas da Reforma Protestante do século XVI. São as igrejas cristãs protestantes que aderem à teologia reformada e cuja forma de organização eclesiástica se caracteriza pelo governo de assembleia de presbíteros. O governo presbiteriano é comum nas igrejas protestantes que foram modeladas segundo a Reforma protestante suíça, notavelmente na Suíça, Escócia, Países Baixos, França e porções da Prússia, da Irlanda e, mais tarde, nos Estados Unidos.
Nos Séculos XIX e XX, a Igreja da Escócia plantou igrejas no Norte da Índia. Em 1936, foi estabelecida, pelas missões escocesas, a Igreja Presbiteriana Evangélica de Siquim. Todavia, após a independência da Índia, os missionários tiveram que deixar a região. Consequentemente, a maioria dos grupos protestantes no norte do país se uniram para formar a Igreja do Norte da Índia (INI) em 1970.
Em 1993, a maior parte das igrejas vinculadas a INI em Siquim se separaram da denominação e reconstituíram a Igreja Presbiteriana Evangélica de Siquim, a maior denominação cristã no estado desde então.
Desde então, a denominação é conhecida pelas suas ações sociais.

## Doutrina
A IPES subscreve o Credo dos Apóstolos, Credo de Atanásio, Credo Niceno-Constantinopolitano, Confissão de Fé de Westminster, Breve Catecismo de Westminster e Catecismo Maior de Westminster.

## Relações Intereclesiásticas
A denominação é membro da Fraternidade Presbiteriana e Reformada da Índia.